# Theydon Bois (metrostation)
Theydon Bois is een station van de Londense metro aan de Central Line in het gelijknamige dorp in Essex.

## Geschiedenis
Het station werd officieel geopend op 24 april 1865 aan de Great Eastern Railway. Het station had toen nog de naam Theydon. Een aantal maanden later, in december 1865, is de naam veranderd in het huidige Theydon Bois. Deze naam is afkomstig van de familie die grote stukken land rond het dorp bezit. 
De Great Eastern Railway (GER) werd bij de spoorwegreorganisatie in 1923 onderdeel van LNER en tien jaar later werd het openbaar vervoer in Londen genationaliseerd in de London Passenger Transport Board (LPTB). LPTB kwam met het New Works Programme 1935-1940 om knelpunten in het metronet aan te pakken en nieuwe woonwijken op de metro aan te sluiten. Onderdeel van het New Works Programme was de overname van de treindiensten van de LNER ten noordoosten van Stratford, waarmee de stoomtractie ook vervangen zou worden door de elektrische metro. Melktreinen naar Liverpool Street waren een vast onderdeel van de dienstregeling totdat in 1947 de onderdoorgang van Leyton naar Stratford werd gebouwd. Door het uitbreken van de Tweede Wereldoorlog bereikte de elektrificatie en daarmee de Central Line Epping pas op 25 september 1949. In 2015 dwong een lokale groep af dat er bouwvergunning moest worden aangevraagd voor een voorgestelde parkeergarage met 80 plaatsen voor woon-werkverkeer voordat deze op het land naast het station werd gebouwd. 

## Trivia
- Het station ligt tussen station Debden en Epping.
- Het station ligt op ongeveer 24 kilometer van Charing Cross.